# Anesara, Shimoga
Anesara là một làng thuộc tehsil Shimoga, huyện Shimoga, bang Karnataka, Ấn Độ.